# Стежереній
Стежереній (рум. Stejărenii) — село у повіті Муреш в Румунії. Входить до складу комуни Данеш.
Село розташоване на відстані 218 км на північний захід від Бухареста, 45 км на південь від Тиргу-Муреша, 110 км на південний схід від Клуж-Напоки, 88 км на північний захід від Брашова.

## Населення
За даними перепису населення 2002 року у селі проживали 242 особи.
Національний склад населення села:
| Національність | Кількість осіб | Відсоток |
| -------------- | -------------- | -------- |
| румуни         | 173            | 71,5%    |
| угорці         | 38             | 15,7%    |
| німці          | 23             | 9,5%     |
| цигани         | 8              | 3,3%     |

Рідною мовою назвали:
| Мова      | Кількість осіб | Відсоток |
| --------- | -------------- | -------- |
| румунська | 217            | 89,7%    |
| угорська  | 15             | 6,2%     |
| німецька  | 9              | 3,7%     |